# Фріц Вундерліх
Фріц Вундерліх (Фрідріх Карл Отто Вундерліх, нім. Friedrich Karl Otto Wunderlich; 26 вересня 1930, Кузель, Рейнланд-Пфальц — 17 вересня 1966) — німецький співак (ліричний тенор). Відомий передусім як виконавець партій в операх Моцарта, пісенного та ораторного репертуару.

## Біографія
Фріц Вундерліх народився в сім'ї музикантів. Він рано втратив батька й допомагав родині, заробляючи грою на різних музичних інструментах. У 1950 році Вундерліх вступив до вищої музичної школи Фрайбурга й уже в роки навчання стягнув увагу на себе.
1955 року був запрошений до Штутгартської державної опери. Одною з його перших оперних ролей стала роль, з якою його ім'я й тепер найчастіше ідентифікується, — роль Таміно в «Чарівній флейті» Моцарта. У дальші роки співак неухильно розширяв свій репертуар, виступав в ораторіях Баха та Гайдна.
Міжнародна кар'єра Вундерліха почалась 1959 року, коли він уперше виступив на Зальцбурзькому фестивалі. Відтак він багато гастролював по світу (у Франції, Італії, Великій Британії, Аргентині і т. д.). Від 1960 року виступав у Баварській Державній опері, з 1963 року — у Віденській. У Відні він блискуче виконував головну партію в опері Ганса Пфіцнера «Палестрина».
З 1962 року Вундерліх регулярно виступав з пісенними концертами, де виконував твори Шуберта, Шумана та Бетховена
Музичний світ зазнав тяжкої втрати, коли Вундерліха не стало внаслідок нещасного випадку. Проте за свою нетривалу кар'єру він зміг досягнути великих висот. Його записи й тепер вважаються зразковими. Чудовий свіжий голос, бездоганна техніка (не в збиток природності співу) й почуття стилю зробили його одним із найвидатніших ліричних тенорів усіх часів.

## Вибрана дискографія
- Г. Ф. Гендель — Ксеркс — 1962 (дир. Рафаель Кубелік)
- В. А. Моцарт — Дон Жуан — 1963 (дир. Герберт фон Караян)
- В. А. Моцарт — Чарівна флейта — 1964 (дир. Карл Бем)
- В. А. Моцарт — Викрадення із сералю — 1965 (дир. Зубін Мета)
- Дж. Верді — Травіата — 1965 (дир. Дж. Патане)
- П. И. Чайковский — Євгеній Онєгін — 1962 (дир. Йозеф Кайлберт)
- Р. Штраус — Дафна — 1964 (дир. Карл Бем)
- Р. Штраус — Мовчазна дружина — 1959 (дир. Карл Бем)
- Х. Пфицнер — Палестріна — 1964 (дир. Роберт Хегер)
- Й. С. Бах — Пристрасті за Матвеєм — 1962 (дир. Карл Бем)
- Й. С. Бах — Різдвяна ораторія (дир. Карл Ріхтер)
- Г. Малер — Пісня про Землю (дир. Отто Клемперер)
- Ф. Шуберт — Прекрасна мельничиха — 1966
- Р. Шуман — Любов поета — 1966